# René Bertram
René Bertram (* 21. Juli 1981 in Magdeburg) ist ein deutscher Skullruderer. 2002 gewann er mit dem Doppelvierer den Weltmeistertitel.
René Bertram startet für den Ruderclub Magdeburg im SC Magdeburg. Nachdem Bertram bereits in der Altersklasse der unter 23-Jährigen Weltmeister mit dem Doppelvierer geworden war, gelang ihm bei seinem ersten Weltmeisterschaftsstart in der Erwachsenenklasse gleich der Gewinn der Goldmedaille. In Sevilla siegte das Boot in der Besetzung Stephan Volkert, René Bertram, Marco Geisler und Robert Sens. Im Jahr darauf fuhr Bertram lediglich als Ersatzmann mit zu den Weltmeisterschaften nach Mailand. Bei den Olympischen Spielen 2004 trat Bertram zusammen mit Christian Schreiber im Doppelzweier an, erreichte aber nur das B-Finale. Erst 2007 gelang Bertram wieder ein Medaillengewinn. Bei den Weltmeisterschaften in München erreichte er mit Karsten Brodowski, Hans Gruhne und Robert Sens den dritten Platz. Zuletzt wurde er bei der DRV-Kleinbootüberprüfung in Köln zusammen mit seinem Zweierpartner Florian Eichner Vierter und ist damit auch 2010 sicher in der Nationalmannschaft beim nächsten World Cup in München.
René Bertram ist Sportwissenschaftler im Bereich Gesundheits- und Rehabilitationssport.

## Internationale Erfolge
- 2000: 3. Platz im Doppelvierer (U23-Weltmeisterschaften)
- 2001: 1. Platz im Doppelvierer (U23-Weltmeisterschaften)
- 2002: 1. Platz im Doppelvierer (Weltmeisterschaften)
- 2004: 9. Platz im Doppelzweier (Olympische Spiele)
- 2005: 6. Platz im Doppelvierer (Weltmeisterschaften)
- 2007: 3. Platz im Doppelvierer (Weltmeisterschaften)
- 2008: 6. Platz im Doppelvierer (Olympische Spiele)
- 2009: 4. Platz im Doppelvierer (Europameisterschaften)